# BMX (kolo)

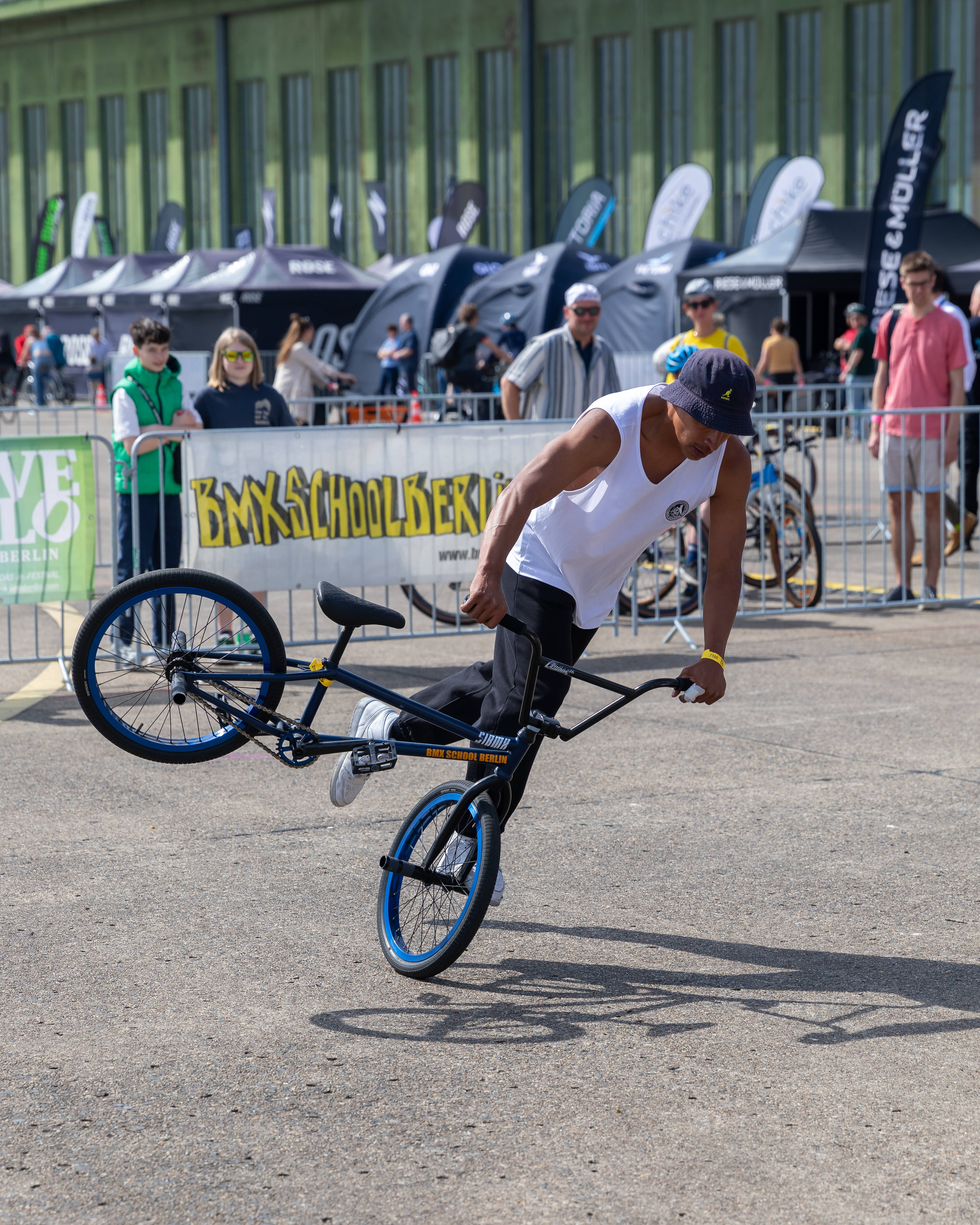
Předvádění triků na BMX

BMX je název pro jízdní kolo, které se používá pro jízdu ve stejnojmenné cyklistické disciplíně - BMX. Jedinou společnou charakteristikou těchto kol je odolnost, jeden převod, nízký rám a kola rozměru od 16 palců do 24 palců. Používá se i pro jízdu ve skateparcích.
Za původce dnešních BMX kol se považuje kolo Sting-Ray od firmy Schwinn. Vyrobeno bylo v roce 1963.

## Specifika

### Rám a vidlice
Výběr materiálu a konstrukce je podřízen požadovaným vlastnostem. U závodních bikrosových rámů se využívá několik druhů materiálů, od lehké kompozitové konstrukce, přes duralové slitiny po ocel a titan. Naproti tomu rámy pro street / park spoléhají na těžší ocelové slitiny. Mnoho výrobců dává obecně přednost ocelovým slitinám pro jednodušší a levnější výrobu. V průběhu vývoje se několikrát objevily pokusy nasazení odpruženého rámu nebo vidlice, ale neprosadily se.
Na různé disciplíny se hodí různě velké rámy:
- bikros – kvůli stabilitě se používají delší rámy
- dirtjump – kvůli stabilitě při rozjezdu a skoku se používají delší rámy
- park – kratší rámy s nižší geometrií
- street – délka rámu je mezi délkou rámu pro park a dirtjump
- flatland – nejkratší rámy s geometrií umožňující maximální manipulaci s rámem

### Kola
Jezdí se převážně na 20palcových kolech, která se využívají ve všech disciplínách BMX. Jiné rozměry kol jsou 16, 18, 22 a 24 palců. Rozměry 16 a 18 se nejčastěji používají u dětských velikostí kol pro bikros. Rozměr 24 se používá na dirtjump i bikros, tato kola jsou označována jako cruiser. Ve freestyle BMX se objevují i 18- a 22palcové rozměry, ale bez velkého rozšíření.
Výplety s 36 až 48 dráty používají nejčastěji ocelové nebo duralové ráfky. V minulosti byla na trhu i loukoťová kola z kompozitního materiálu nebo kompozitové ráfky s vysokým profilem.

### Převody a brzdy
Jedná se o kolo s pevným převodem, nemá tedy přehazovačku.
Velká část BMX kol také nemá žádné brzdy, ale není to pravidlem. Díky pevnému převodu lze brzdit pohybem v pedálech dozadu.

## Galerie

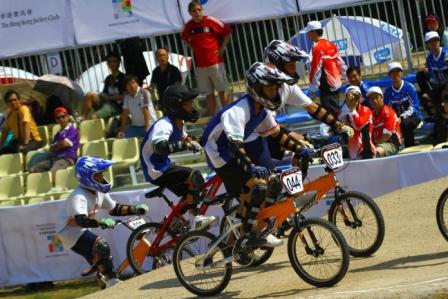
Děti závodící na malých BMX kolech
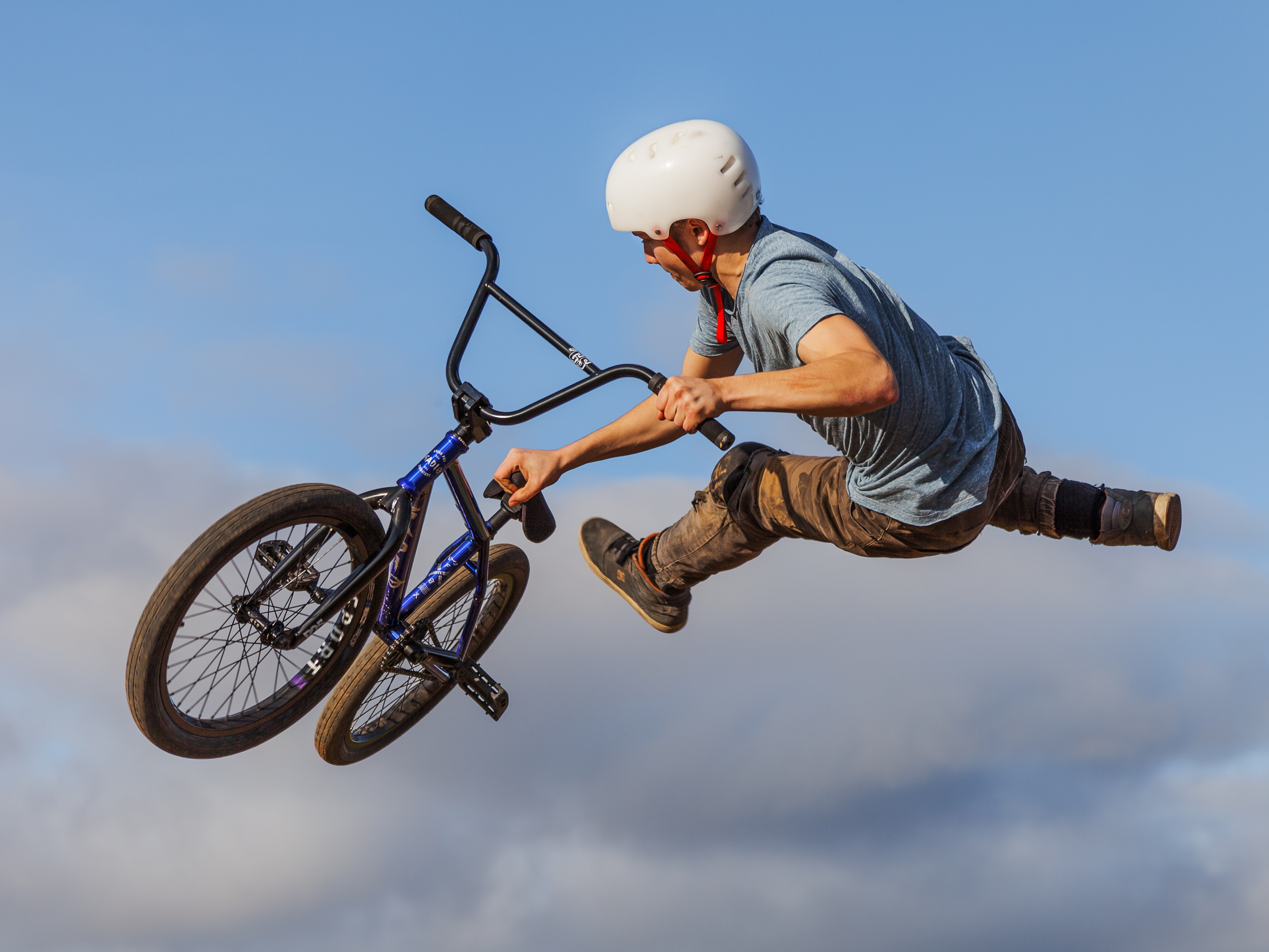
Používá se i pro vysoké skoky
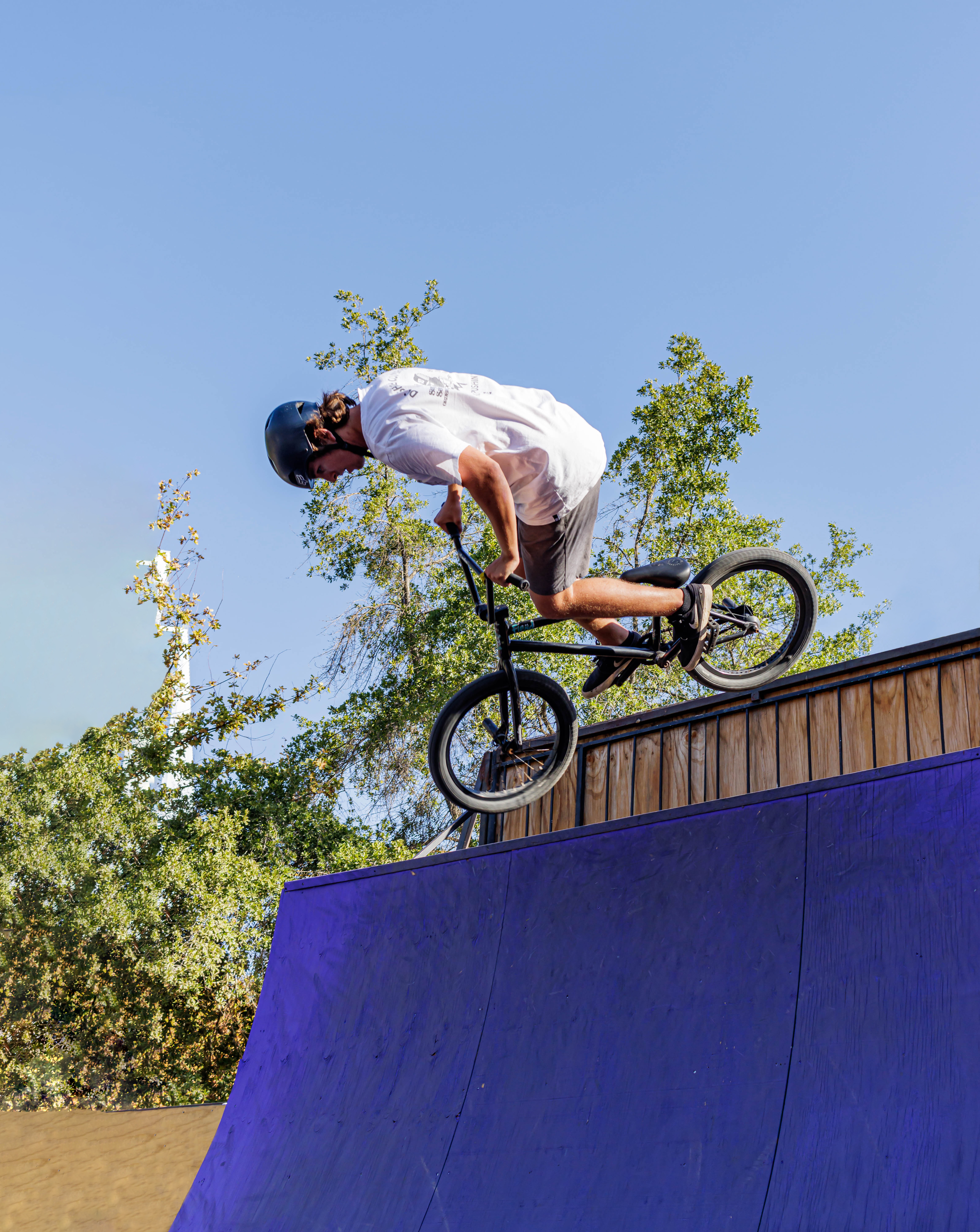
Kolo v u-rampě
- Jezdec na pláži
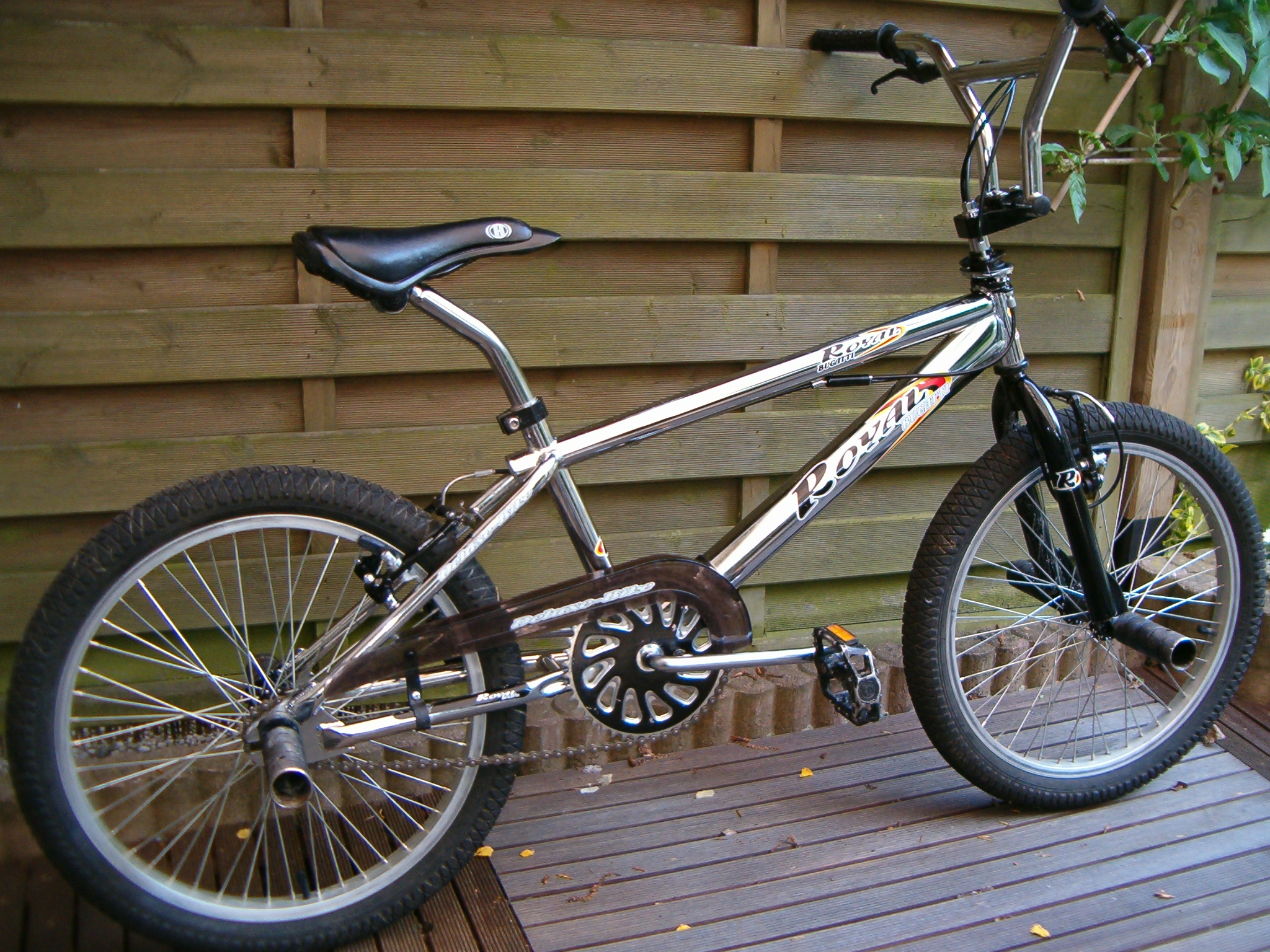
Pohled z blízka